# Tellervo euploeomorpha
Tellervo euploeomorpha är en fjärilsart som beskrevs av Howarth, Kawazoe och Atuhiro Sibatani 1976. Tellervo euploeomorpha ingår i släktet Tellervo och familjen praktfjärilar. Inga underarter finns listade i Catalogue of Life.